# Crassispira kluthi
Crassispira kluthi is een slakkensoort uit de familie van de Pseudomelatomidae. De wetenschappelijke naam van de soort is voor het eerst geldig gepubliceerd in 1936 door Jordan.